# Gymnosporia markwardii
Gymnosporia markwardii är en benvedsväxtart som beskrevs av M. Jordaan. Gymnosporia markwardii ingår i släktet Gymnosporia och familjen Celastraceae. Inga underarter finns listade.